# اتو شوایزر (بازیکن فوتبال)

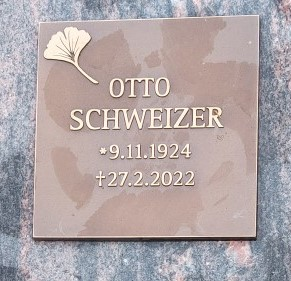
نمایی از سنگ‌مزار «اتو شوایزر» - ۲۰۲۲

اتو شوایزر (انگلیسی: Otto Schweizer; ۹ نوامبر ۱۹۲۴ – ۳ مارس ۲۰۲۲) بازیکن فوتبال اهل آلمان بود.
از باشگاه‌هایی که در آن بازی کرده‌است می‌توان به باشگاه فوتبال بایرن مونیخ اشاره کرد.